# Klassizismus (Literatur)
Unter Klassizismus versteht man in der Literaturwissenschaft ein Bekenntnis zu einer als klassisch geltenden Literatursprache. Der literarische Klassizismus besteht in der Vorliebe für den Stil und den Wortschatz einzelner Autoren, die als allein maßgebliche Vorbilder bewundert und nachgeahmt werden. Die Werke dieser Autoren gelten als Höhepunkt der Sprach- und Literaturentwicklung. Das bekannteste Beispiel ist der Ciceronianismus. In einem extremen Klassizismus werden Wörter, Wendungen und Stilmittel, die bei den als klassisch definierten Autoren nicht vorkommen, strikt gemieden.
Der Neoklassizismus (auch Neuklassizismus oder Neuklassik) war eine literarische Richtung der deutschen Literatur nach 1900, die sich als bewusste Rücknahme der Moderne verstand. Ein Vertreter war der späte Gerhart Hauptmann. 
Der Neoklassizismus des 18. Jahrhunderts in Spanien stand unter dem Einfluss der französischen Klassik, der Begriff ist hier mit dem des Klassizismus gleichzusetzen. 